# ヘンリー・アランデル (第7代ウォードーのアランデル男爵)
第7代ウォードーのアランデル男爵ヘンリー・アランデル（英語: Henry Arundell, 7th Baron Arundell of Wardour、1717年10月4日 – 1756年9月12日）は、イングランド貴族。

## 生涯
第6代ウォードーのアランデル男爵ヘンリー・アランデルと1人目の妻エリザベス・エレノア・エヴェラード（Elizabeth Eleanor Everard、1697年1月1日洗礼 – 1728年5月22日、レイモンド・エヴェラードの娘）の息子として、1717年10月4日に生まれた。
1739年1月27日、メアリー・ベリングス＝アランデル（Mary Bellings-Arundell、1716年 – 1769年2月21日、リチャード・ベリングス＝アランデルの娘）と結婚、1男をもうけた。
- ヘンリー（1740年 – 1808年） - 第8代ウォードーのアランデル男爵

1746年6月30日に父が死去すると、ウォードーのアランデル男爵の爵位を継承した。
1756年9月12日にウォードー城で死去、22日にティスベリーで埋葬された。息子ヘンリーが爵位を継承した。